# Kristina Topuzović
Kristina Topuzović (serb. Кристина Топузовић; ur. 23 sierpnia 1994 w Šabacu) – serbska koszykarka występująca na pozycji silnej skrzydłowej, reprezentantka kraju.

## Osiągnięcia
Stan na 13 kwietnia 2024, na podstawie, o ile nie zaznaczono inaczej.

### Drużynowe
- Mistrzyni:
  - Ligi Adriatyckiej (2014, 2018)
  - Serbii (2014–2016, 2019)
  - Czarnogóry (2017, 2018)
- Wicemistrzyni:
  - EuroCup (2024)
  - Ligi Adriatyckiej (2013, 2015)
  - Serbii (2013)
- 3. miejsce w Lidze Adriatyckiej (2016, 2017)
- Zdobywczyni pucharu:
  - Serbii (2014)
  - Czarnogóry (2017, 2018)
  - Rumunii (2020)
- Finalistka Pucharu Serbii (2012, 2013, 2015)

### Reprezentacja
Seniorska
- Mistrzyni Europy (2015)
- Uczestniczka:
  - mistrzostw:
    - świata (2022 – 6. miejsce)
    - Europy (2015, 2023 – 5. miejsce)

  - kwalifikacji do:
    - mistrzostw świata (2022)
    - Eurobasketu (2017, 2023)

Młodzieżowe
- Brązowa medalistka mistrzostw Europy U–18 (2012)
- Uczestniczka mistrzostw:
  - świata U–19 (2013 – 11. miejsce)
  - Europy:
    - U–20 (2013 – 8. miejsce, 2014 – 4. miejsce)
    - U–18 (2011 – 8. miejsce, 2012)
    - U–16 (2010 – 4. miejsce)